# سده ۳۳ (پیش از میلاد)
(سده سی‌وچهارم پ.م. - سده سی‌وسوم پیش از میلاد مسیح - سده سی‌ودوم پ.م. - سده‌های دیگر)
قرن سی و سوم پیش از میلاد، قرنی بود که از سال ۳۳۰۰ پیش از میلاد تا ۳۲۰۱ پیش از میلاد ادامه یافت. تعیین دقیق تاریخ وقایعی که در حوالی این قرن رخ داده‌اند، غیرممکن است و تمام تاریخ‌های ذکر شده در اینجا، تخمین‌هایی هستند که عمدتاً بر اساس تحلیل‌های زمین‌شناسی و انسان‌شناسی انجام شده‌اند. عصر برنز از قرن سی و سوم پیش از میلاد آغاز شد.

## رخدادها
- دگرش‌های آب‌وهوایی بزرگ شاید بر اثر تغییرات خورشیدی بوده باشد. یخ‌رودها گیاهان را پوشاند. دمای جو به پایینترین اندازه خود رسید.
- صحرا از جایی زیست‌پذیر به بیابانی تهی دگر شد.
- یگانگی نخستین دولت مصر باستان به آغاز تمدن مصر باستان انجامید.
- مصریان باستان از خاک رس، استخوان و عاج برای برچسب‌گذاری قوطی‌ها سود بردند. این را می‌توان نخستین نوشته به دست‌امده دانست.
- تمدن دره سند در هاراپا آغاز گشت.
- حدود ۳۳۰۰ پیش از میلاد: شواهد باستان‌شناسی نشان می‌دهد که گذار از مس به برنز حدود ۳۳۰۰ پیش از میلاد رخ داده است.[۱]
- حدود ۳۳۰۰ پیش از میلاد: نگاره‌ها در اوروک[۲]
- ۳۳۰۰ پیش از میلاد: تا ۳۰۰۰ پیش از میلاد: چهره یک زن، از اوروک (وارکای امروزی، عراق) ساخته شده است؛ اکنون در موزه عراق، بغداد قرار دارد[۳]
- حدود ۳۳۰۰ پیش از میلاد: معبد سرخ، اولین مرحله از پناهگاه مونته د آکودی در شمال غربی ساردینیا، ساخته شد.
- ۳۳۰۰-۳۰۰۰ پیش از میلاد: شواهدی از تراکیان یا داس‌ها در دوره پیش از تاریخ؛ مردم داس‌ها یا تراکیان از زمان گسترش پروتو-هند-اروپایی‌ها در اوایل عصر برنز، از آمیزه‌ای از مردمان بومی و هندواروپایی‌ها تکامل یافتند.[۴]

## چهره‌های سرشناس
- یارد پسر محاللیل(برپایه تورات)

## نوآوری‌ها و یافته‌ها
- عصر برنز در هلال بارور آغاز گشت.
- آشنایی با گله‌داری در دره نیل.
- مصریان باستان در شمال آفریقا خرهای وحشی را رام‌کردند.
- استفاده از چرخ کوزه گری در غرب ایران کنونی